# 洛桑丹增
洛桑丹增（藏語：བློ་བཟང་བསྟན་འཛིན་，威利转写：Blo-bzang Bstan-'dzin，1939年11月5日—），生於云南德钦，為第五世桑東仁波切（Samdhong Rinpoche），曾任西藏流亡政府噶倫赤巴。

## 生平
2001年，當選西藏流亡政府噶倫赤巴（相當於內閣總理），2006年連任。
2011年，卸下職務，交接給首屆直選產生的洛桑森格。